# 畸形龍屬
畸形龍屬（意為「怪異的蜥蜴」）是種巨型草食性恐龍，也是最早發現的蜥腳下目恐龍之一。畸形龍的身長約24公尺。牠們生存於白堊紀早期，約1億3200萬年前。牠們的化石發現於英格蘭與葡萄牙。化石包含一個肱骨、脊椎、一個薦骨、骨盆、四肢碎片、以及皮膚痕跡；牠們覆蓋者六角形鱗片。

## 歷史

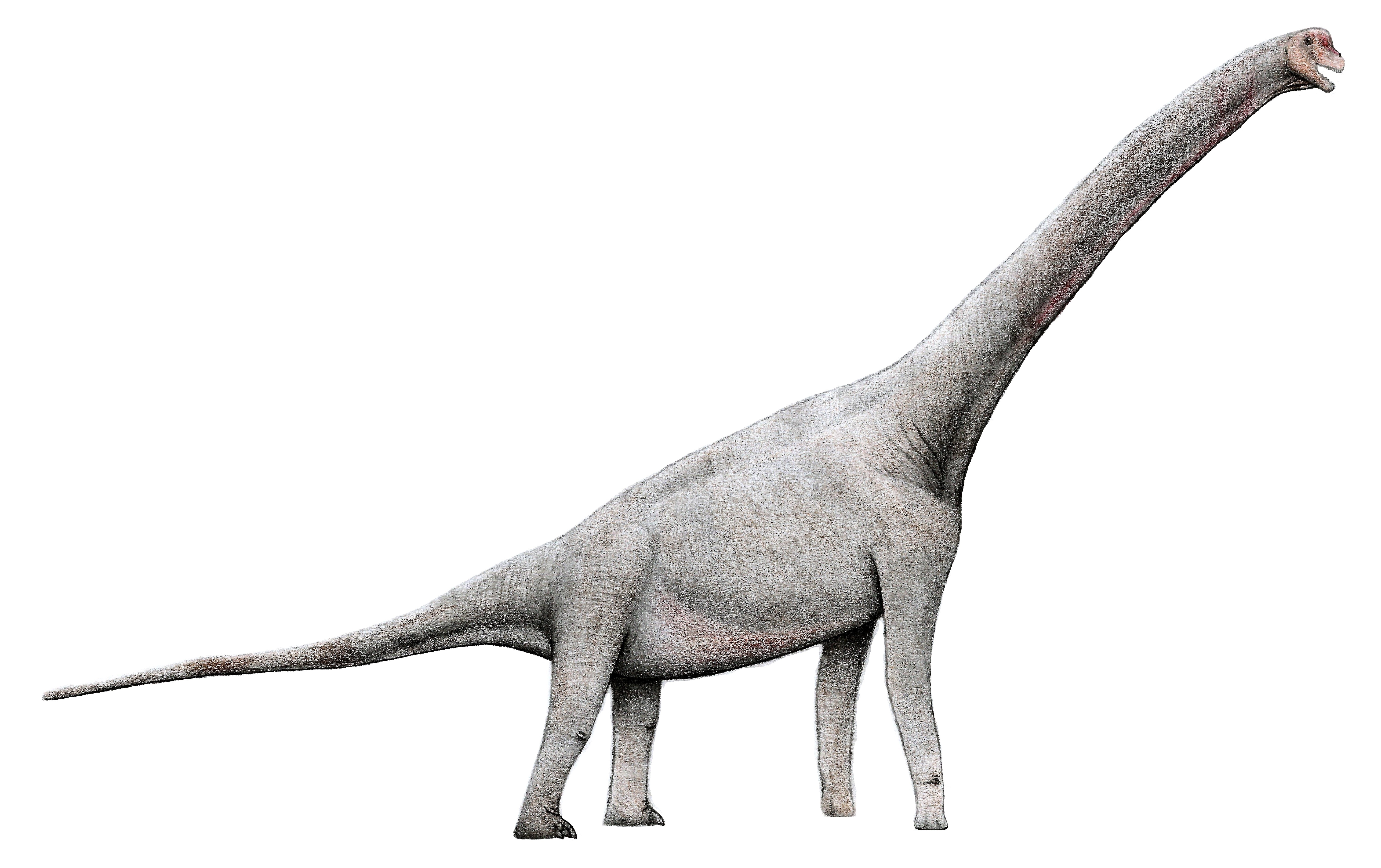
畸形龍的復原圖

畸形龍是最早被鑑定為恐龍的蜥腳類，但並非最早被發現的蜥腳類恐龍。在1841年，理查·歐文（Richard Owen）發現鯨龍，但將牠們歸類於大型海洋生物，類似鱷魚。直到吉迪恩·曼特爾（Gideon Mantell）將畸形龍鑑定為恐龍後，才發現鯨龍也屬於恐龍。
畸形龍與鯨龍有者複雜的分類歷史。鯨龍的模式種是短體鯨龍（C. brevis），是由理查·歐文在1842年根據數個發現於白堊紀早期的化石而建立，其中數個化石後來被發現屬於禽龍。在1849年，Melville將部份化石材料命名為康氏鯨龍（P. conybearei）。但其中部分應為禽龍的化石，而蜥腳類的化石應被重新列為短體鯨龍。因此，康氏鯨龍是短體鯨龍的次客觀同物異名。
在1850年，吉迪恩·曼特爾在沒有發現康氏鯨龍的化石是個嵌合體的狀況下，認為康氏鯨龍與短體鯨龍之間有足夠的不同處，足以成立個別的屬。曼特爾最初打算將牠們命名為Colossosaurus，但他發現colossus在古希臘文中意為「雕像」，而非「巨人」，因此改名為康氏畸形龍（Pelorosaurus conybeari）。在之後幾年，許多新發現標本被歸類於畸形龍與鯨龍。
由於這一連串錯誤，畸形龍曾經被視為鯨龍的次客觀同物異名。由於沒有新的標本被歸類於短體鯨龍，由Phillips在1871年建立的牛津鯨龍（C. oxoniensis）反而成為鯨龍屬中最多化石的種。由於牛津鯨龍的化石出土於英國的另一個地層，時間為侏儸紀中到晚期，年代較短體鯨龍更早。在1970年代，古生物學家認定牛津鯨龍是種更原始的蜥腳類恐龍，與短體鯨龍不同，足以成立新的屬。但這樣會造成矛盾處，畸形龍與鯨龍將成為同種生物，畸形龍成為無效名稱，鯨龍必須更改屬名。為了避免此種狀況，古生物學家保羅·厄普丘奇（Paul Upchurch）與约翰·马丁（John Martin）在2003年對國際動物命名委員會提出要求，將鯨龍的模式種從短體鯨龍更改為牛津鯨龍，保留康氏畸形龍，停止使用短體鯨龍。

## 分類與種
畸形龍屬於腕龍科。過去有許多的種被歸類於畸形龍屬，但大部分的狀態為可疑。畸形龍成為歐洲蜥腳類的垃圾箱类群。最近幾年已有許多研究糾正這些混淆。
- 康氏畸形龍（P. conybearei）：模式種，由Melville在1849年建立。某些科學家主張康氏畸形龍本身是個疑名。異名有：康氏鯨龍（C. conybearei）、康氏鳥面龍（Ornithopsis conybearei）、短體鯨龍（C. brevis）、短體畸形龍（P. brevis）、短體魯鈍龍（Morosaurus brevis）、武裝畸形龍（P. armatus）、Oplosaurus armatus、凡登側空龍（Pleurocoelus valdensis）、以及凡登星牙龍（Astrodon valdensis）
- 肱冠畸形龍（P. humerocristatus）：疑名，異名有肱冠鯨龍（C. humerocristatus）與肱冠鳥面龍（O. humerocristatus）。
- 麥氏畸形龍（P. mackesoni）：疑名，現為麥氏恐梁龍（Dinodocus mackesoni）的異名。
- 貝氏畸形龍（P. becklesii）：與貝氏魯鈍龍（M. becklesii）同義。
- 赫克氏畸形龍（P. hulkei）：現為赫克氏鳥面龍（O. hulkei）。
- 利氏畸形龍（P. leedsii）：疑名。與利氏鳥面龍（O. leedsii）、利氏似鯨龍（C. leedsii）、利氏鯨龍（C. leedsii）同義。
- 曼氏畸形龍（P. manseli）：疑名。與曼氏鳥面龍（O. manseli）、莫里尼龍（Morinosaurus typus）是相同物種，現為曼氏公平龍（Ischyrosaurus manseli）。
- 巨爪畸形龍（P. megalonyx）：疑名。現為巨爪巨太龍（Gigantosaurus megalonyx）的異名。
- 先驅畸形龍（P. praecursor）：現為先驅新牙龍（Neosodon praecursor）。